# Vlag van Roerdalen

Vlag van de gemeente Roerdalen

De vlag van Roerdalen werd op 16 mei 1991 officieel ingesteld als de gemeentelijke vlag van de Limburgse gemeente Roerdalen (op dat moment nog Melick en Herkenbosch genaamd). De vlag wordt als volgt beschreven:
 De vlag heeft drie golvende aaneengesloten banen (rood, wit, blauw) volgens de broekdiagonaal in de eerste en derde baan alternerend. ... De schuindeling is gelijk aan die van (het bisdom) Utrecht.
De kleuren zijn afkomstig van het gemeentewapen. De golvende baan is een verwijzing naar de rivier de Roer dat door de gemeente loopt. De Roer was ook duidelijk symbolisch weergegeven in de vlaggen van de gemeenten waaruit Roerdalen is ontstaan. Het ontwerp was van de Stichting voor Banistiek en Heraldiek.

## Verwante afbeeldingen

Wapen van Roerdalen

Beek 
· Beekdaelen 
· Beesel 
· Bergen 
· Brunssum 
· Echt-Susteren 
· Eijsden-Margraten 
· Gennep 
· Gulpen-Wittem 
· Heerlen 
· Horst aan de Maas 
· Kerkrade 
· Landgraaf 
· Leudal 
· Maasgouw 
· Maastricht 
· Meerssen 
· Mook en Middelaar 
· Nederweert 
· Peel en Maas 
· Roerdalen 
· Roermond 
· Simpelveld 
· Sittard-Geleen 
· Stein 
· Vaals 
· Valkenburg aan de Geul 
· Venlo 
· Venray 
· Voerendaal 
· Weert